# كارل بليسينج
كارل بليسينج (بالألمانية: Karl Blessing)‏ هو مصرفي ألماني، ولد في 5 فبراير 1900 في Enzweihingen ‏ في ألمانيا، وتوفي في 25 أبريل 1971 في Rasteau ‏ في فرنسا.

## وصلات خارجية
- كارل بليسينج على موقع مونزينجر (الألمانية)